# La honra de los hombres (película)
La honra de los hombres es una película de Argentina en blanco y negro dirigida por Carlos Schlieper sobre el guion de Carlos Adén según la obra homónima de Jacinto Benavente que se estrenó el 12 de abril de 1946 y que tuvo como protagonistas a María Duval, Enrique Álvarez Diosdado, Aída Luz, Angelina Pagano y Alberto Closas.

## Sinopsis
En un pueblo de pescadores una joven carga con la culpa de su hermana casada, pasando por la madre de su hijo.

## Reparto
Participaron del filme los siguientes intérpretes:
- María Duval... Mónica
- Enrique Álvarez Diosdado... Pedro
- Aída Luz... Paula
- Angelina Pagano... Doña Juana
- Alberto Closas... El teniente
- Eduardo Naveda... Hugo Rosales
- César Fiaschi
- Cirilo Etulain... Cristián
- Percival Murray
- Ángel Reyes
- Francisco García Garaba
- Miguel Coiro

## Comentarios
La crónica de El Mundo dijo:

”Aprovechando lo que tiene de vibración melodramática el tema, se hace nada más que una película de segura eficacia popular... Carlos Schlieper le da una realización decorosa y, como siempre, se muestra atento al cuadro y al ángulo moderno."

Por su parte Roland opinó:

”A pesar de la fluidez, hondura de los diálogos y la humanidad de los caracteres trazados... el tema, no tiene suficiente vibración dramática."